# George Healis
George Albert Healis (* 3. Juni 1906 in Philadelphia, Pennsylvania; † 6. Dezember 1990 in Fort Lauderdale, Florida) war ein Ruderer aus den Vereinigten Staaten, der eine olympische Silbermedaille gewann.
Der für den Pennsylvania Barge Club rudernde Healis trat bei den Olympischen Spielen 1928 in Amsterdam zusammen mit Charles Karle, William Miller und Ernest Bayer im Vierer ohne Steuermann an. In der ersten Runde besiegten die Amerikaner das deutsche Boot, in der zweiten Runde traten die Franzosen nicht als Gegner an. Nach einem Halbfinalsieg über den italienischen Vierer unterlagen die Amerikaner im Finale gegen den britischen Vierer und erhielten die Silbermedaille.
Nach seiner sportlichen Laufbahn wurde George Healis Architekt.